# 阿米尔·莫哈末
阿米尔·莫哈末（马来语：Amir Muhammad，1972年12月5日—）是出生于马来西亚吉隆坡的作家兼电影工作者，曾制作多部探讨国家政治课题的电影和纪录片。其作品有《大榴莲》、《朋友》、《最后一个共产党人》、《村民，你好吗？》等等。

## 生平简介
1972年12月5日，阿米尔出生于吉隆坡。他于英国东安格里亚大学获得法律学位，在2000年开始转投电影创作，第一部自编自导的电影是《唇对唇》（Lips to Lips）。之后他陆续在多个国际影展上发表作品，并获得肯定。2004年，他与陈翠梅、李添兴、刘城达共同创立了大荒电影制作公司。2006年和2007年，阿米尔拍摄的两部纪录片《最后一个共产党人》和《村民，你好吗？》因触及马共课题，相继遭到国内事务部禁映。
除了电影创作外，阿米尔也从事写作。他在青少年时代已开始投稿《海峡时报》，2007年，他更创办了太阳出版社，出版各种时评类、影评类书籍。他所编著的《马来西亚政客的劲爆言论2》也一度被政治部查禁。

## 电影、短片作品
| 年份 | 电影、短片名称                                      | 职衔 | 备注     |
| 2000 | 唇对唇（Lips to Lips，97分钟）                      | 导演 |          |
| 2002 | 朋友（Pangyau，12分钟）                             | 导演 |          |
| 2003 | 大榴莲（The Big Durian，75分钟）                    | 导演 |          |
| 2005 | 东京魔幻时光（Tokyo Magic Hour，60分钟）            | 导演 |          |
| 2006 | 最后一个共产党人（Lelaki Komunis Terakhir，90分钟） | 导演 | 禁映作品 |
| 2007 | 村民，你好吗？（Apa Khabar Orang Kampung，72分钟）  | 导演 | 禁映作品 |
| 2008 | 针刺（Susuk，110分钟）                              | 导演 |          |
| 2009 | 马来西亚神明（Malaysian Gods，70分钟）              | 导演 | 禁映作品 |

## 出版物
- Malaysian politicians say the darndest things Vol 1, Kuala Lumpur: Matahari Books（英语：Matahari Books）, 2007. ISBN 9789834359607.
- Malaysian politicians say the darndest things Vol 2, Kuala Lumpur: Matahari Books（英语：Matahari Books）, 2009. ISBN 9789834359669.
- Rojak: Bite-Sized Stories, Selangor: ZI Publications Sdn Bhd, 2010. ISBN 9789675266102.